# La Tour (Alpy Nadmorskie)
Tour – miejscowość i gmina we Francji, w regionie Prowansja-Alpy-Lazurowe Wybrzeże, w departamencie Alpy Nadmorskie.
Według danych na rok 1990 gminę zamieszkiwało 286 osób, a gęstość zaludnienia wynosiła 8 osób/km² (wśród 963 gmin regionu Prowansja-Alpy-W. Lazurowe Tour plasuje się na 575. miejscu pod względem liczby ludności, natomiast pod względem powierzchni na miejscu 265.).